# Хулахан, Уэс
Уэсли (Уэс) Хулахан (англ. Wesley "Wes" Hoolahan, род. 20 мая 1982 года в Дублине) — ирландский футболист, атакующий полузащитник, выступающий за «Вест Бромвич Альбион». Ранее играл за «Шелбурн», «Блэкпул» и «Ливингстон», «Норвич Сити».

## Карьера

### Сборная
Дебютировал в сборной Ирландии в 2008 году при Джованни Трапаттони. После продолжительного перерыва вернулся в сборную в 2012 году. 6 февраля 2013 года в своём третьем матче забил свой первый мяч за сборную в Дублине в товарищеском матче со сборной Польши. 11 октября 2014 года забил мяч в ворота сборной Гибралтара в отборочном матче чемпионата Европы 2016 года.
Был включён Мартином О’Нилом в состав сборной Ирландии на финальный турнир чемпионата Европы 2016 года во Франции. В первом матче на турнире открыл счёт в игре против Швеции на «Стад де Франс», игра закончилась вничью (1:1). Хулахан был признан лучшим игроком матча.